# Munchkin (kortspel)
Munchkin är ett amerikanskt kortspel från 2001 tillverkat av Steve Jackson Games. Munchkin är även ett samlande namn för samtliga uppföljare och tillägg till originalspelet. Alla spelen är designade av Steve Jackson och alla spel förutom de två i Munchkin Fu-serien är illustrerade av John Kovalic. Namnet är engelskans motsvarighet till kobold, en nedsättande term om rollspelare vars mål är att göra sin karaktär så bra som möjligt.

## Spelkoncept
"Kill the Monsters, steal the treasure, stab your buddy" - Från originalspelets framsida.
Idén med samtliga Munchkin-spel är att simulera rollspel så som det spelas av kobolder. Alla spelarna tillhör samma trupp med äventyrare men istället för att bry sig om någon handling tävlar de med varandra om vem som först kan få sin karaktär till 'level 10'. Man går upp en level genom att ha ihjäl ett monster så spelarna måste förse sin karaktär med vapen, rustningar och andra bra föremål så att de kan döda allt i sin väg. Lika viktigt som att få den egna karaktären närmare målet är att sätta käppar i hjulet för ens medspelare. Detta görs aldrig genom direkt strid - man tillhör ju ändå samma sällskap - utan genom att försöka påverka utgången i medspelarnas strid mot monster.
Det finns två kortlekar, benämningen varierar beroende på spelvariant:
- Doorcards/Stationcards - motsvarar att gå igenom en ny dörr. Det kan till exempel innebära att man möter ett monster, råkar ut för en förbannelse/fälla eller att man hittar något användbart föremål.
- Treasurecards - Skatter som man hittar på de monster man dödar. Det kan vara vapen, rustningar eller något annat som gör ens karaktär bättre.

Alla kort oavsett kortlek kan förenklat beskrivas som att antingen ha ett fast värde, dessa kort läggs ut på bordet framför spelaren och behålls mellan turerna, eller som att ha ett tillfälligt värde, dessa kort spelas ut och har effekt vid ett tillfälle.
Varje spelare har en grundläggande egenskap som är dess rang,level. Rangen markeras tydligt på spelbordet. Övriga egenskaper markeras med beskrivande kort. Spelet förs i turer,  varje spelare utför ett antal handlingar enligt ett schema under sin tur men de andra spelarna kan även de agera och interagera till viss del. Under spelet kommer spelarna att i tur och ordning dra kort från de två kortlekarna, korten spelas antingen på bordet framför spelaren eller tas upp till handen. Det drivande elementet i spelet är de händelsekort dungeoncards som varje spelare måste dra öppet när det är dennes tur. Om kortet visar en fiende så gäller det för spelaren att besegra denna genom att använda kort på handen eller redan fast utlagda på bordet, i kampen kan även de andra spelarna agera genom att hjälpa eller stjälpa med hjälp av kort de äger.

## Olika versioner
De olika versionerna av Munchkin utspelar sig i parodier på olika kända rollspelsmiljöer. Versionerna är gjorda så att det med små modifikationer går att spela dem ihop. En komplett kortlek (exklusive Clerical Errata som inte går att få tag på längre) innehåller 1952 kort.
| Namn                                   | Typ                                         | Antal Kort | Miljö            | Beskrivning |
| -------------------------------------- | ------------------------------------------- | ---------- | ---------------- | --- |
| Munchkin                               | Originalet                                  | 166        | Fantasy          | Parodi på alla Dungeons & Dragons-liknande rollspel och annan fantasy. Spelets raser är Dwarf (dvärg), Elf (alv) och Halfling (halvlängdsman) och klasserna är Cleric (präst), Thief (tjuv), Warrior (krigare) och Wizard (trollkarl). |
| Munchkin 2 - Unnatural Axe             | Expansion till Munchkin                     | 110        | Fantasy          | Extra kort, inklusive den nya rasen Orc (orch). |
| Munchkin 3 - Clerical Errors           | Expansion till Munchkin                     | 110        | Fantasy          | Extra kort, inklusive den nya rasen 'Gnome' och den nya klassen 'Bard'. |
| Munchkin 3.5 - Clerical Errata         | Expansion till Munchkin                     | 56         | Fantasy          | Bygger på ett feltryck av Clerical Errors där många kort fick fel baksida. Medföljande regler förklarar hur man utnyttjar dem. Endast 1200 förpackningar släpptes så att feltrycket precis skulle gå runt ekonomiskt. |
| Munchkin 4 - Need for Steed            | Expansion till Munchkin                     | 112        | Fantasy          | Nu finns det riddjur som alla klasser kan rida omkring på. Eller djur och djur, man får välja mellan att använda en drake, tiger, jättegorilla, kyckling eller Big Joe (som även fungerar som en hireling). På tal om Hirelings så följer det med många sådana i denna expansion |
| Munchkin 5                             | Expansion till Munchkin                     |            | Fantasy          | |
| Munchkin 6                             | Expansion till Munchkin                     |            | Fantasy          | |
| Munchkin 7                             | Expansion till Munchkin                     |            | Fantasy          | |
| Munchkin 8                             | Expansion till Munchkin                     |            | Fantasy          | |
| Star Munchkin                          | Fristående uppföljare                       | 166        | Science fiction  | Munckin i rymden, med parodier på klassiska Science fiction-filmer. Varje spelare kan ha en assistent som kan hjälpa till under och efter en strid. Alla vapen som slutar på "-aser" ('Laser', 'Raser', 'Shmaser' etc.) kan byggas ihop till ett vapen. Spelets rollfigurer är 'Cyborg', 'Feline' och 'Mutant' och klasserna är 'Bounty Hunter', 'Gadgeteer', 'Psychic' och 'Trader'.                                  |
| Star Munchkin 2 - The Clown wars       | Expansion till Star Munchkin                | 110        | Science fiction  | Extra kort inklusive den nya rasen 'Bug' och den nya klassen 'Space Ranger'. En ny sorts kort, 'Rooms', finns som beskriver rummet man gått in i. |
| Munchkin Fu                            | Fristående uppföljare                       | 166        | Hong Kong-action | Munchkin som parodierar kung fu-filmer. Istället för raser har karaktärerna en (av väldigt många) stridsteknik, klasserna är 'Monk', 'Ninja', 'Samurai' och 'Yakuza'. |
| Munchkin Fu 2 - Monkey Business        | Expansion till Munchkin Fu                  | 110        | Hong Kong-action | Extra kort. |
| Munchkin Bites!                        | Fristående uppföljare                       | 168        | Skräck           | Munchkin i World of Dorkness (jämför World of Darkness) som parodierar skräckkultur. Utspelar sig i en gotisk äldre miljö, som passar med fantasymiljön i Munchkins. Spelets raser är Changeling (bortbyting eller hamnskiftare), Vampire (vampyr) och Werewolf (varulv). Varje karaktär kan dessutom ha magiska krafter (powers) vars totala värde (de varierar från 1-3) är högst lika mycket som karaktärens level. |
| Munchkin Bites! 2 - Pants Macabre      | Expansion till Munchkin Bites!              | 110        | Skräck           | Utspelar sig i en modern miljö. Extra kort inklusive den nya rasen Mummy (mumie). |
| Super Munchkin                         | Fristående uppföljare                       | 166        | Superhjältar     | Munchkin för superhjältar och superskurkar. Spelets klasser är Mutant, Exotic, Mystic och Techno. Varje karaktär kan dessutom ha superkrafter (powers) vars totala värde (de varierar från 1-3) är högst lika mycket som karaktärens level. |
| Super Munchkin 2: The Narrow S Cape    | Expansion till Super Munchkin               | 112        | Superhjältar     | Extra kort inklusive en ny klass the Brain. |
| Munchkin Impossible                    | Fristående uppföljare                       | 168        | Spiontema        | Munchkin Impossible (jmf. Mission: Impossible) parodierar spion- och agentfilmer. Några karaktärer man kan vara är Playboy, Turist och Lönnmördare. |
| Munchkin Cthulhu                       | Fristående uppföljare                       | 168        | Skräcktema       | Parodi på H.P. Lovecrafts skräckberättelser om Cthulhu och speciellt rollspelet Call of Cthulhu. Fyra nya klasser: cultist, monster whacker, investigator eller professor. |
| Munchkin Cthulhu 2 - Call of Cowthulhu | Fristående uppföljare till Munchkin Cthulhu | 56         | Skräcktema       | Extra kort. Utspelar sig i en lantbruksmiljö. En variant av förbannelser med vissa fördelar (Madness). |
| The Good, the Bad, and the Munchkin    | Fristående uppföljare                       | 168        | Västerntema      | Parodi på berättelser om Vilda Västern. |
| Munchkin Blender                       | Komplement till samtliga delar              | 110        | -                | Kort avsedda att förbättra spelet när man blandar olika versioner av Munchkin. |
| Munchkin Booty                         | Fristående uppföljare                       | 168        | Pirat            | Munchkin tar båten och gör de sju haven osäkra som sjörövarkaptener. |
| Munchkin Booty 2                       | Expansion till Munchkin Booty               | 112        | Pirat            | Extrakort till "Munchkin Booty", gör din besättning ännu större eller byt ut ditt skepp! |
| Munchkin Dice                          | Komplement till samtliga delar              | 14         | -                | Sex stycken tiosidiga tärningar att använda som level-räknare till alla versioner av Munchkin. Det följer med en slumptabell och kortfattade regler som låter spelaren slå sin tärning för att eventuellt få extra bra kort. 14 extrakort. |

Dessutom har det släppts ett par böcker för en Munchkin-tillämpning av d20-systemet:
- Munchkin Player's Handbook
- Munchkin Master's Guide
- Munchkin Monster Manual
- Munchkin Master's Screen
- Munchkin Monster Manual 2.5
- Star Munchkin Roleplaying Game